# Periöken
Die Periöken (auch Perioiken; von altgriechisch περίοικοι períoikoi, deutsch ‚Herumwohnende, Nachbarn‘) waren Angehörige antiker griechischer Stadtstaaten, insbesondere im Staat der Lakedaimonier (Sparta). Die Zahl der Periöken dürfte sich auf mehrere zehntausend belaufen haben. Sie besaßen zwar kein spartanisches Bürgerrecht, waren aber freie, vollwertige Mitglieder des lakedaimonischen Staates.
Die Periöken bewohnten Städte in den Berg- und Küstengebieten Lakoniens (u. a. Skiritis, Belminatis, Thyrea), auf der Insel Kythera sowie an der Südspitze Messeniens. Wobei die Anzahl der Periökenstädte auf lakonischem Gebiet zahlreicher waren als die auf messenischem Gebiet. Diese Gebiete waren einst von den Spartiaten unterworfen worden, behielten jedoch eine gewisse Autonomie in der lokalen Verwaltung. Zwischen Spartiaten und Periöken bestand keine Heiratsgemeinschaft.
Außenpolitische Entscheidungen, insbesondere über Krieg und Frieden, wurden durch die Spartiaten getroffen. Die Periöken waren daran nicht beteiligt, mussten jedoch militärische Dienste für Sparta leisten.

## Wirtschaftliche und soziale Situation
Die Periöken waren gemeinsam mit den Spartiaten im schwerbewaffneten Bürgerheer. Trotz der Verpflichtung zum Heeresdienst mussten sie nicht die eigentliche Anzahl, sondern nur einen Teil an verfügbaren Männern stellen. Erprobte perioikische Hopliten bekamen den Titel des kalos kagathos. Dazu gehörte auch, gewisse Vorbedingungen zu erfüllen, überhaupt im Kontingent der Schwerbewaffneten aufgenommen zu werden, so die Ehrenhaftigkeit und mannhafte Tüchtigkeit sowie die wirtschaftliche Kraft, für die eigene Ausrüstung und Versorgung auf dem Feldzug zu sorgen. Perioiken konnten auch mittlere Kommandostellen in der Armee einnehmen. Die Periöken der nördlichen Landschaft Skiritis bildeten eine eigene Einheit der Armee mit spezifischen Aufgaben im Aufklärungs- und Wachdienst.
Die Stellung der Periöken im lakedaimonischen Heer darf nicht unterschätzt werden. Ohne sie hätte Sparta viele militärische Erfolge nicht erringen können – insbesondere da die Zahl der Spartiaten kontinuierlich abnahm. Zudem bildeten sie gemeinsam mit den Spartiaten eine Einheit gegenüber den unfreien Heloten. Da die Periöken um Sparta herum lebten, schützten sie die Stadt außerdem vor Angriffen und Einflüssen von außen. Es mussten jedoch nur diejenigen Periöken, die sich eine Hoplitenrüstung leisten konnten, den Spartanern zur Verfügung stehen.
Ein Großteil der Periöken arbeitete als Bauern, doch sie waren auch in Fischerei, Schiffbau, Metallproduktion, Handwerk und Handel tätig. Innerhalb des lakedaimonischen Staates hatten sie ein Monopol auf Handwerk und Handel, da Spartiaten und Heloten auf die Landwirtschaft beschränkt waren. Alle importierten Waren passierten perioikisches Gebiet, bevor sie Sparta erreichten. Ihre wichtigsten Hafenstädte waren Gytheion und Kythera.
Die Periöken wurden ohne Beraubung ihrer inneren Autonomie an den spartanischen Staatsverband angegliedert und stellten einen untrennbaren Teil dieses Staates dar.

## Ursprung
Über den Ursprung der Periöken wurde die Vermutung angestellt, dass die Periöken Angehörige der um 1000 v. Chr. verdrängten vordorischen Bevölkerung waren, die sich so erfolgreich wehrten, dass sie durch einen Vertrag der Sklaverei entgingen. Dagegen spricht aber, dass die Periöken den dorischen Dialekt sprachen.
Eine andere These besagte, dass die Periöken zwar Dorer waren, jedoch nicht die gleichen Rechte wie die Spartiaten hatten, weil sie nicht direkt in Sparta lebten und so nicht allzeit abkömmlich für politische Aufgaben und militärische Einsätze waren. Dagegen spricht, dass die Besitzer messenischer Landlose Vollbürger sein konnten. Ebenso gut hätten sich lakonische Landlosbesitzer fern ihres Landloses in Sparta einrichten können wie diese.